# 祝典のための音楽 (ジェイコブ)
ゴードン・ジェイコブの『祝典のための音楽』（Music for a Festival, for Military Band with Interludes for Trumpets and Trombones）は、1951年に作曲された吹奏楽曲。

## 概要
ロンドン万国博覧会の100周年記念行事として1951年5月にロンドンで開催された英国博覧会 (Festival of Britain) のために、英国アーツ・カウンシル (Arts Council of Great Britain) の委嘱で作曲された。
初演は1951年5月14日にロイヤル・フェスティバル・ホールで、メレディス・ロバーツ少佐の指揮、イギリス近衛旅団合同音楽隊（Massed Bands of the Brigade of Guards）による125名編成の吹奏楽団および王立陸軍音楽学校 (Royal Military School of Music) の28人のトランペット、トロンボーン奏者の演奏で行われた。
当初のアイデアでは、テムズ川に浮かべた船の上で、50人のトランペット、トロンボーン奏者と、それに見合う可能な限りの大編成の吹奏楽団によって演奏することを想定していたが、最終的には英国博覧会のために新しく建てられたロイヤル・フェスティバル・ホールでの屋内演奏となった。
演奏時間は30〜35分。楽譜は1951年にイギリスのブージー・アンド・ホークスから出版された。

## 編成
| 木管   | 木管            | 金管                                 | 金管                                 | 弦・打                               | 弦・打                               |
| ------ | --------------- | ------------------------------------ | ------------------------------------ | ------------------------------------ | ------------------------------------ |
| Fl.    | 1, Picc.        | Crnt.                                | 2                                    | Cb.                                  |                                      |
| Ob.    | 2 (2nd ad lib.) | Hr.                                  | 4                                    | Timp.                                |                                      |
| Fg.    | 2 (2nd ad lib.) | Tbn.                                 | 2, Bass                              | 他                                   | S.D., B.D., Cym., Glsp.              |
| Cl.    | Solo, 3, E♭     | Eup.                                 | ●                                    | 他                                   | S.D., B.D., Cym., Glsp.              |
| Sax.   | Alt. 1 Ten. 1   | Tub.                                 | ●                                    | 他                                   | S.D., B.D., Cym., Glsp.              |
| その他 | その他          | Banda: Trp. 4, Trb. 2, B.Trb., Timp. | Banda: Trp. 4, Trb. 2, B.Trb., Timp. | Banda: Trp. 4, Trb. 2, B.Trb., Timp. | Banda: Trp. 4, Trb. 2, B.Trb., Timp. |

## 構成
トランペットとトロンボーンにティンパニが加わる金管合奏と吹奏楽による、この作曲家らしくルネサンスやバロックの音楽の様式を取り入れたコンチェルト・グロッソのスタイルで書かれている。11曲からなり、奇数曲目が金管合奏で、偶数曲目が吹奏楽で、それぞれ交代で演奏され、第11曲（終曲）で金管合奏と吹奏楽の全奏者が演奏する。
1. イントラーダ（Intrada, for the Brass）
金管合奏
4/4拍子、Grave e maestoso (♩=56)〜Allegro (♩=112)
2. 序曲（Overture, for the Band）
吹奏楽
3/4拍子、Allegro vivace (♩=152)
3. 7声の輪唱（Round of Seven Parts, for the Brass）
金管合奏
3/4拍子、Allegro moderato (♩=126)
4. エア（Air, for the Band）
吹奏楽
3/4拍子、Adagio (in 6, ♪=54)
5. 間奏曲（Interlude, for the Brass）
金管合奏
4/4拍子、Adagio (♩=58)
6. 行進曲（March, for the Band）
吹奏楽
2/4拍子、Vivace alla marcia (♩=132)
7. サラバンド（Saraband, for the Brass）
金管合奏
3/2拍子、Lento alla Sarabanda (二分音符=44)
8. スケルツォ（Scherzo, for the Band）
吹奏楽
2/4拍子、Molto allegro e brillante (♩=144)〜Meno mosso (♩=112)
9. マドリガル（Madrigal, for the Brass）
金管合奏
2/2拍子、Allegro (二分音符=84) con spirito ma non troppo presto
10. メヌエットとトリオ（Minuet and Trio, for the Band）
吹奏楽
3/4拍子、Tempo di Menuetto non troppo lento (♩=104)
11. 終曲（Finale, for the Brass and the Band）
金管合奏と吹奏楽
4/4拍子、Grave e maestoso (♩=56)〜Allegro moderato (♩=112)〜Grave e maestoso (♩=56)